# Kaunertal
Das Kaunertal ist ein nord-südlich verlaufendes Tal in den Ötztaler Alpen im österreichischen Bundesland Tirol, das vom Inntal abzweigt. Teile des Tals sind als Naturpark Kaunergrat unter Schutz gestellt.

## Geografie

### Lage
Das Kaunertal zweigt bei Prutz vom Oberen Gericht nach Osten ab und macht nach rund 5 km einen scharfen Knick nach Süden. Der Talschluss wird vom Gepatschferner, dem zweitgrößten Gletscher Österreichs, gebildet. Begrenzt wird das Kaunertal im Osten durch den Kaunergrat und im Westen durch den Glockturmkamm. Der hintere Abschnitt des Tales wird vom rund 6 km langen Gepatschspeicher eingenommen. Bei Feichten zweigt vom Kaunertal Richtung Osten das Verpeiltal ab.

### Beschreibung und Gemeinden
Das Kaunertal wird von der Fagge durchflossen, die ab dem Gepatsch-Stausee in nördlicher Richtung fließt und dann einen Knick nach Westen macht, bevor sie am Talausgang bei Prutz in den Inn mündet. Der von West nach Osten verlaufende Talabschnitt von Prutz im Inntal bis Nufels ist steil und eng. Ab Nufels weitet sich der Talboden, biegt nach Süden ab und steigt nur noch sanft an. Erst nach einigen Kilometern erfolgt zum Stausee hin eine neuerliche Stufe.
Nach der schluchtartigen Ausmündung bei Nufels sind im Kaunertal auf der Sonnenseite Wiesenhänge und auf der Schattenseite ein nahezu geschlossener Fichtenwald anzutreffen. Im Osten zeigt sich über den sonnigen Berghängen die Wände und Schutthalden des zerrissenen Kaunergrats. Im Westen wirken die Berge des Glockturmkamms  kühn aber sanfter und haben etliche unbesiedelte und weit hinauf bewaldete Hochtäler. Die meisten der über 3000 m hohen das Kaunertal umgebenden Berge zeichnen sich durch wegloses Felsgelände mit eingelagerten Gletschern aus.
Das Kaunertal ist nur im unteren Abschnitt besiedelt. Der Großteil des Tals gehört zur Gemeinde Kaunertal, der Ausgang ins Inntal zu den Gemeinden Kauns, Kaunerberg, Faggen und Prutz.

### Klima
Die Temperaturen im Kaunertal betragen in den Wintermonaten durchschnittlich −8 bis 2 Grad Celsius und in den Sommermonaten zwischen 13 und 25 Grad Celsius. Der wärmste Monat ist der Juni und der kälteste Monat der Januar. Insgesamt herrscht somit im Kaunertal ein gemäßigtes Klima und damit ist das Tal ein geeigneter Standort für Sommer- und Wintertourismus.
Das Kaunertal ist einer der Regionen von Klar! ein Programm zur Anpassung an den Klimawandel. KLAR steht für Klimawandel-Anpassungs-Modell-Region. Es gibt erste Anpassungsprojekte am Kaunergrat wie Naturnaher Waldbau, Regenwassernutzung, Obst für alle oder Wasser für alle – Bau von Trinkbrunnen.

## Geologie
Der Glockturmkamm und der Kaunergrat sind aus Ötztalkristallin aufgebaut. Im Vergleich zu den in den Ötztaler Alpen vorherrschenden, leichter erodierbaren Schiefergneisen und Glimmerschiefern herrschen hier jedoch festere Granitgneise vor. Der Kaunergrat ist besonders kantig und himmelstrebend, ein Eindruck, der durch das Gestein bedingt ist.

## Geschichte
Das Kaunertal in den österreichischen Alpen hatte in den vergangenen 100 Jahren eine große Entwicklung in der Tourismusbranche. Das Kaunertal wurde immer schon als romantisch und zugleich wildes Tal beschrieben, wobei es früher noch sehr mühsam war, dort hinzugelangen.
Bis Mitte des 19. Jahrhunderts war das Kaunertal abgeschottet und für Post- und Fremdenverkehr nur schwer erreichbar. Die im Tal gelegenen Almen waren dann der Grund für den Bau einer Zufahrt. Über diese kamen die ersten Besucher in den Ort, Einheimische dienten als Reiseführer und einzelne Gasthöfe wurden gebaut. Zunächst nebenberuflich wurden 1873 aus manchen Bergbauern Bergführer. Grund dafür war das im selben Jahr errichtete Gepatschhaus, die erste deutsche Alpenvereinshütte in Österreich.
1930 wurde der erste Verkehrsverein im Kaunertal gegründet, nachdem das Tal schon 1928 einen Anschluss an die Verkehrsverbindungen gefunden hatte.
Allerdings erfolgte durch die beiden Weltkriege 1914 und 1939 ein Rückschlag der bisherigen Entwicklung. Die positive Veränderung des Raumes wurde durch die NS-Regierung gestoppt.
Ab Mitte der 1950er Jahre zeichnete sich ein stetiger Urlauberstrom ab. Aus den vor Ort lebenden Menschen wurden Arbeiter und Wirte, die immer mehr zum Tourismus orientiert waren. Die Zusammenarbeit mit dem Kolpingfamilien Werk ab 1960 sorgte für stetig steigende Besucherzahlen, vor allem im Sommer. Seit 1960 wurden immer mehr Touristenattraktionen errichtet: In Fendels wurde 1966 der erste Lift eröffnet, Straßen wurden ausgebaut. Seit 1981 stiegen die Besucherzahlen mit 63.705 Gästeankünften im Jahr 2013 auf ein Vierfaches an. 1960 wurde der Bau der Gletscherstraße begonnen. Sie verlief erst bis zum neugebauten Gepatschspeicher und Kraftwerk, welche schließlich die Voraussetzung für die Eröffnung des Gletscherskigebiets auf dem Weißseeferner 1980 war. Das Gletscherskigebiet zog in den 1980er Jahren besonders viele Snowboarder an, weil die Liftbetreiber gegenüber der jungen Sportart keine Vorbehalte hatten, anders als es bei vielen anderen Skigebieten in den Alpen der Fall war. 1985 wurde zum ersten Mal das heute legendär gewordene Snowboarder-Kaunertal-Opening veranstaltet und im Gletscher entstand in dieser Zeit einer der ersten Halfpipes der Alpen.
Die gut ausgebauten Wintersportgebiete haben zur Folge, dass im Winter fast genauso viele Touristen das Kaunertal besuchen wie im Sommer und so zur Konsolidierung der Besucherzahlen führen. Allerdings hat der überhöhte Tourismus Konsequenzen, welche vor allem das Geoökosystem der Alpenlandschaft negativ beeinflussen. Die durch den Wintertourismus hohe Beanspruchung der Region hat zur Folge, dass die Biodiversität und die Lebensräume gestört werden und somit die Region für den Sommertourismus weniger attraktiv wird. Außerdem fordert der zu intensive Tourismus vermehrt Murenabgänge sowie Lawinen heraus.
Das Kaunertal ist seit dem Jahr 2003 Teil des Naturparks Kaunergrat. Seit 2007 gibt es das Naturparkhaus Kaunergrat in Fließ. Der Naturpark selbst bietet auch barrierefreie Themenwege.
Am 25. Juli 2019 kam es nach heftigen Regenfällen und Gewitter nachmittags zu einer Vermurung der Straße ins hintere Kaunertal. (Der Abgang der Mure erfolgte gegen 18.40 Uhr im Bereich der Bushaltestelle Seewiese.) 40 dort eingeschlossene Personen wurden am Folgetag per Helikopter ausgeflogen. Auch im Gschnitztal etwa 30 km östlich des Kaunertals und im Vinschgau in Südtirol, gingen am selben Tag Muren ab.

## Verkehr und Wirtschaft
Zentraler Ort des Tales ist Feichten. Etwa 1,3 Kilometer südlich des Ortes wird die Kaunertaler Gletscherstraße mautpflichtig. Sie führt in 26 km am Gepatschspeicher sowie an der Schutzhütte Gepatschhaus vorbei durch hochalpines Gelände bis an den Rand des Weißseeferners. Das Ende der Straße liegt auf 2750 m ü. A. und ist im Sommer ein beliebtes Ziel für Renn- und Motorradfahrer.
Vom Bahnhof Landeck-Zams existiert eine regelmäßige Busverbindung ins Kaunertal, mit jeweiligem Umstieg in Prutz, Stand 03/2025. In der Wintersaison fährt der Linienbus 230 von Prutz bzw. Platz im Kaunertal bis zum Gletscherskigebiet fünfmal am Tag, in der übrigen Zeit sind es je zwei Relationen.
Ursprünglich war ein Großteil der Bewohner in der Land- und Forstwirtschaft tätig, diese haben aber stark abgenommen: gab es noch 1960 im Tal 63 Bauernhöfe, sind diese bis 2020 auf 39 gesunken, wobei der stärkste Rückgang zwischen 2010 und 2020 zu verzeichnen war. Von diesen werden nur noch 5 Betriebe als Haupterwerb geführt, 4 als juristische Person, aber 30 nur noch im Nebenerwerb.
Die Haupterwerbsquellen im Tal liegen im Tourismus, im Sommern vor allem durch Wanderer und im Winter durch die Schigebiete am Ende des Tals. So sind nur noch 8 Personen als Bauern tätig, während 242 im Dienstleistungsgewerbe arbeiten.
Das Kaunertal weist ein umfassendes Naturraumdargebot auf, welches für Touristen sehr ansprechend ist. Neben der Idylle und der Landschaft, die aus Wäldern, Wiesen und Gebirgen besteht, können Besucher die umliegende Flora und Fauna betrachten. Darüber hinaus kennzeichnet ein ruhiges Umfeld und wenig Industrie das Kaunertal aus. Zudem bietet das Kaunertal Sehenswürdigkeiten wie zum Beispiel alte Kirchen, Kulturdenkmäler oder auch Kunstskulpturen. Das Kaunertal bietet eine unberührte Naturlandschaft mit vielen Flüssen und Bächen und eine vielfältige Tierwelt. Durch die steigenden Touristenzahlen leidet jedoch die Umwelt.
| Jahr | Einwohner Kaunertal | Gastankünfte |
| 1840 | 1.066               | k. A.        |
| 1981 | 521                 | 16.339       |
| 1991 | 588                 | 48.831       |
| 2001 | 593                 | 55.821       |
| 2013 | 620                 | 63.705       |

Tabelle: Entwicklung der Touristenzahlen

## Alpinismus

### Schifahren
Die Skigebiete Kaunertaler Gletscher und Winterberg Fendels sind zu einer Skiregion mit 61 km Pisten zusammengeschlossen. Das Gebiet Kaunertaler Gletscher umfasst 50 km Piste und 8 Lifte, das Gebiet Winterberg Fendels bietet 11 km Piste und 6 Lifte. Das Gebiet Kaunertaler Gletscher, auf dem allerdings durch die Gletscherschmelze zurückweichenden Weißseeferner, unterhalb der Weißseespitze, ermöglicht den liftunterstützten Skiabfahrtslauf vom Herbst bis zum Frühsommer. Die 2019 eingeweihte und barrierefrei ausgeführte Falginjochbahn führt über ein 2000 Meter langes Spannseil auf 3113 Meter Seehöhe und damit zum höchsten Punkt im Gletscherskigebiet. Das Doppelseilsystem erlaubt einen Bahnbetrieb auch bei starkem Wind.
Im Tal selbst befinden sich zwischen den Orten Feichten und Platz etliche Langlaufloipen in unterschiedlichen Schwierigkeitsgraden. Es gibt auch einige Naturrodelbahnen, einige sind von einem Sessellift aus erreichbar.

### Wandern
Durch seine etwas abgeschiedene, ruhige Lage zwischen zwei großen Bergkämmen gilt das Kaunertal als Wanderparadies mit sowohl anspruchsvollen als auch moderaten Tourenmöglichkeiten. Bei Mayr werden 10 Touren als besonders empfehlenswert ausgewiesen – eine überraschend hohe Zahl. Beispielhaft seien hier zwei Anstiege genannt. Empfohlen wird die Wanderung aus dem Kaunertal zur Gsallalm, die 690 Hm überwindet und etwa 4 Stunden in Anspruch nimmt. Sie wird beschrieben als eine durchaus anspruchsvolle Wanderung im steilen Gelände. Als vornehmes Gipfelziel für erfahrene Bergwanderer wird die Besteigung des Glockturms (3353 m) beschrieben, der dank des Zustiegs über die Gletscherstraße in einem Tag zu bewältigen ist. Der Aufstieg verlangt ausgezeichnete Erfahrung in Fels und Eis, ist schwierig und inklusive Abstieg nicht unter 7 Stunden zu machen.

### Klettern
Das Gebiet um die Verpeilhütte im Verpeiltal ist in den letzten Jahren bedeutend für das Eisklettern geworden. Im hinteren KaunertaI, an den selten steilen Granitplatten der Fernergrieswände, wurden mehrere Sportkletter-Routen und Mehrseillängen-Routen mit eher moderaten Schwierigkeiten eingerichtet.

## Personen und Kultur
Der frühere Wirtschaftswissenschaftler, Grünpolitiker und heutige österreichische Bundespräsident Alexander Van der Bellen verbrachte einige Jahre in seiner frühen Kindheit im Kaunertal.
Die deutsche Band Rammstein drehte ihr Musikvideo zur 2004 erschienenen Single Ohne Dich ebenfalls im Kaunertal.
Die deutsche TV-Serie Die Bergretter drehte die Winterepisoden der bisherigen 12 Staffeln auf dem Kaunertaler Gletscher.

## Karte
- Alpenvereinskarte 1:25.000, Blatt 30/3, Ötztaler Alpen – Kaunergrat